# Tercera División de Chile 1998
El Campeonato Oficial de Tercera División de Chile de 1998 fue la 18.º versión torneo de la categoría. Participaron 29 equipos que lucharon por obtener un cupo para la Primera B, el que al final de la temporada recaería en el campeón Colchagua, quien obtiene por segunda vez en su historia obtenía el título del tercer nivel del fútbol chileno.

## Movimientos divisionales
| Pos | a Primera B de Chile 1998           |
| --- | ----------------------------------- |
| 1º  | Universidad de Concepción (Campeón) |

| Pos     | a Tercera División de Chile 1998 |
| ------- | -------------------------------- |
| 1º      | Deportivo Polpaico               |
| 2º      | Ferroviarios                     |
| 1º (7R) | Juventud 2000                    |
| 2º (7R) | CELCO                            |

| Pos | Aceptados en Tercera División de Chile 1998 |
| --- | ------------------------------------------- |
| -   | Regional Valdivia                           |

| Pos | desde Primera B de Chile 1997 |
| --- | ----------------------------- |
| 16º | Unión Santa Cruz              |

| Pos      | a Cuarta División de Chile 1998                         |
| -------- | ------------------------------------------------------- |
| 8° (ZN)  | Juventud O'Higgins                                      |
| 8° (ZC)  | Arsenal de Recoleta (Retornó a su asociación de origen) |
| 6° (ZCS) | Deportes Rengo (Disuelto)                               |

| Pos     | Abandono de la Competencia. |
| ------- | --------------------------- |
| 5° (ZN) | Quintero Unido (Receso)     |

## Equipos participantes
| Equipo                        | Ciudad                     |
| ----------------------------- | -------------------------- |
| Arturo Prat                   | Hualañé                    |
| Barnechea                     | Lo Barnechea               |
| Colchagua                     | San Fernando               |
| Constitución Unido            | Constitución               |
| Curicó Unido                  | Curicó                     |
| Deportes La Ligua             | La Ligua                   |
| Deportes Lota                 | Coronel                    |
| Deportes Maipo                | Maipo                      |
| Deportivo Polpaico            | Polpaico (Til Til)         |
| Deportes San Bernardo         | San Bernardo               |
| Deportes Santa Cruz           | Santa Cruz                 |
| Deportes Talcahuano           | Talcahuano                 |
| Ferroviarios                  | Estación Central           |
| General Velásquez             | San Vicente de Tagua Tagua |
| Iberia                        | Los Ángeles                |
| Juventud 2000                 | Curicó                     |
| Luis Matte Larraín            | Puente Alto                |
| Malleco Unido                 | Angol                      |
| Malloco Atlético              | Malloco                    |
| Municipal Las Condes          | Las Condes                 |
| Regional Valdivia             | Valdivia                   |
| San Antonio Unido             | San Antonio                |
| San Luis                      | Quillota                   |
| Trasandino                    | Los Andes                  |
| Unión Comercial               | Hualañé                    |
| Unión La Calera               | La Calera                  |
| Unión Municipal de La Florida | La Florida                 |
| Universidad San Sebastián     | Concepción                 |
| Valle del Elqui               | Vicuña                     |

## Primera fase
Los 29 equipos se dividieron en 2 grupos: Norte  y Sur, debiendo jugar todos contra todos en dos ruedas. Los cuatro primeros de cada grupo clasificaron a la segunda fase.

#### Zona Norte
| Pos | Equipo                        | Pts |
| --- | ----------------------------- | --- |
| 1   | Trasandino                    | 70  |
| 2   | Unión La Calera               | 60  |
| 3   | Barnechea                     | 55  |
| 4   | San Luis                      | 54  |
| 5   | Deportivo Polpaico            | 54  |
| 6   | Valle del Elqui               | 47  |
| 7   | Municipal Las Condes          | 46  |
| 8   | San Antonio Unido             | 35  |
| 9   | Deportes La Ligua             | 34  |
| 10  | Deportes Maipo                | 27  |
| 11  | Unión Municipal de La Florida | 26  |
| 12  | Ferroviarios                  | 25  |
| 13  | Deportes San Bernardo         | 21  |
| 14  | Malloco Atlético              | 6   |
| 15  | Luis Matte Larraín            | 6   |

#### Zona Sur
| Pos | Equipo                    | Pts |
| --- | ------------------------- | --- |
| 1   | Iberia                    | 58  |
| 2   | Malleco Unido             | 57  |
| 3   | Deportes Talcahuano       | 54  |
| 4   | Colchagua                 | 54  |
| 5   | Universidad San Sebastián | 47  |
| 6   | Deportes Lota             | 42  |
| 7   | General Velásquez         | 40  |
| 8   | Deportes Santa Cruz       | 37  |
| 9   | Constitución Unido        | 25  |
| 10  | Curicó Unido              | 24  |
| 11  | Unión Comercial Hualañe   | 20  |
| 12  | Regional Valdivia         | 19  |
| 13  | Arturo Prat de Hualañe    | 14  |
| 14  | Juventud 2000             | 14  |

|  | Clasifica a la segunda fase |

|  | Desciende |

### Segunda fase

#### Zona Norte
| Pos | Equipo          | Pts |
| --- | --------------- | --- |
| 1   | Barnechea       | 13  |
| 2   | Trasandino      | 11  |
| 3   | San Luis        | 9   |
| 4   | Unión La Calera | 1   |

#### Zona Sur
| Pos | Equipo              | Pts |
| --- | ------------------- | --- |
| 1   | Colchagua           | 11  |
| 2   | Malleco Unido       | 10  |
| 3   | Iberia              | 7   |
| 4   | Deportes Talcahuano | 5   |

|  | Finalistas |

### Final

#### Partidos
| 25 de noviembre de 1998 | Barnechea | 1:1 | Colchagua | Municipal, Lo Barnechea     |  |
|                         |           |     |           | Árbitro(s): Christian Lemus |  |

| 29 de noviembre de 1998 | Colchagua | 2:0 | Barnechea | Jorge Silva Valenzuela, San Fernando |  |
|                         |           |     |           | Árbitro(s): Luis Osorio              |  |

## Campeón
| Campeón Colchagua             |
| Asciende a Primera B de Chile |

| Predecesor: Tercera División 1997 | Tercera División Campeonato 1998 | Sucesor: Tercera División 1999 |

- Datos: Q16494666